# Zachariæs Selskab
Zachariæs Selskab er en dansk dokumentarisk optagelse fra 1907 foretaget af Peter Elfelt.

## Handling
Skovtur-selskabet stiger til vogns ved "Skandsen". Bl.a. postmester Holbøll og Olaf Poulsen. Vognene er de såkaldte "Kaffemøller".